# 반응성 저혈당증
반응성 저혈당증(反應性 低血糖症, 영어: reactive hypoglycemia, postprandial hypoglycemia) 또는 슈거 크래시(영어: sugar crash)는 당분이 많이 든 음료를 마신 뒤 시간이 지나면서 느끼는 무력감과 피로감을 뜻하는 말이다.